# سفارة السويد في بلجيكا
سفارة السويد في بلجيكا هي أرفع تمثيل دبلوماسي لدولة السويد لدى بلجيكا. تقع السفارة في بروكسل وهي تهدف لتعزيز المصالح السويدية في بلجيكا.

## وصلات خارجية
- قائمة سفارات السويد
- قائمة السفارات في بلجيكا